# نیکی اوراکامی
نیکی اوراکامی (ژاپنی: 浦上 仁騎؛ زادهٔ ۱۱ نوامبر ۱۹۹۶) یک بازیکن فوتبال اهل ژاپن است.
از باشگاه‌هایی که در آن بازی کرده‌است می‌توان به باشگاه فوتبال ناگانو پارسیرو و باشگاه فوتبال ونتفورت کوفو اشاره کرد.